# Amfreville-sous-les-Monts

Amfreville-sous-les-Monts este o comună în departamentul Eure, Franța. În 1 ianuarie 2022 avea o populație de 517 de locuitori.